# Palais Wiśniowiecki
Le complexe palatial Wiśniowiecki (en ukrainien : Вишнівецький палац, en polonais : Pałac Wiśniowieckich i Mniszchów) est un complexe palatial situé à Vychnivets dans l'oblast de Ternopil, en Ukraine.

## Présentation
Il est le siège de la famille Wiśniowiecki qui en tire son nom en polonais. Georges Mniszech et son frère André Georges Mniszech y sont nés.

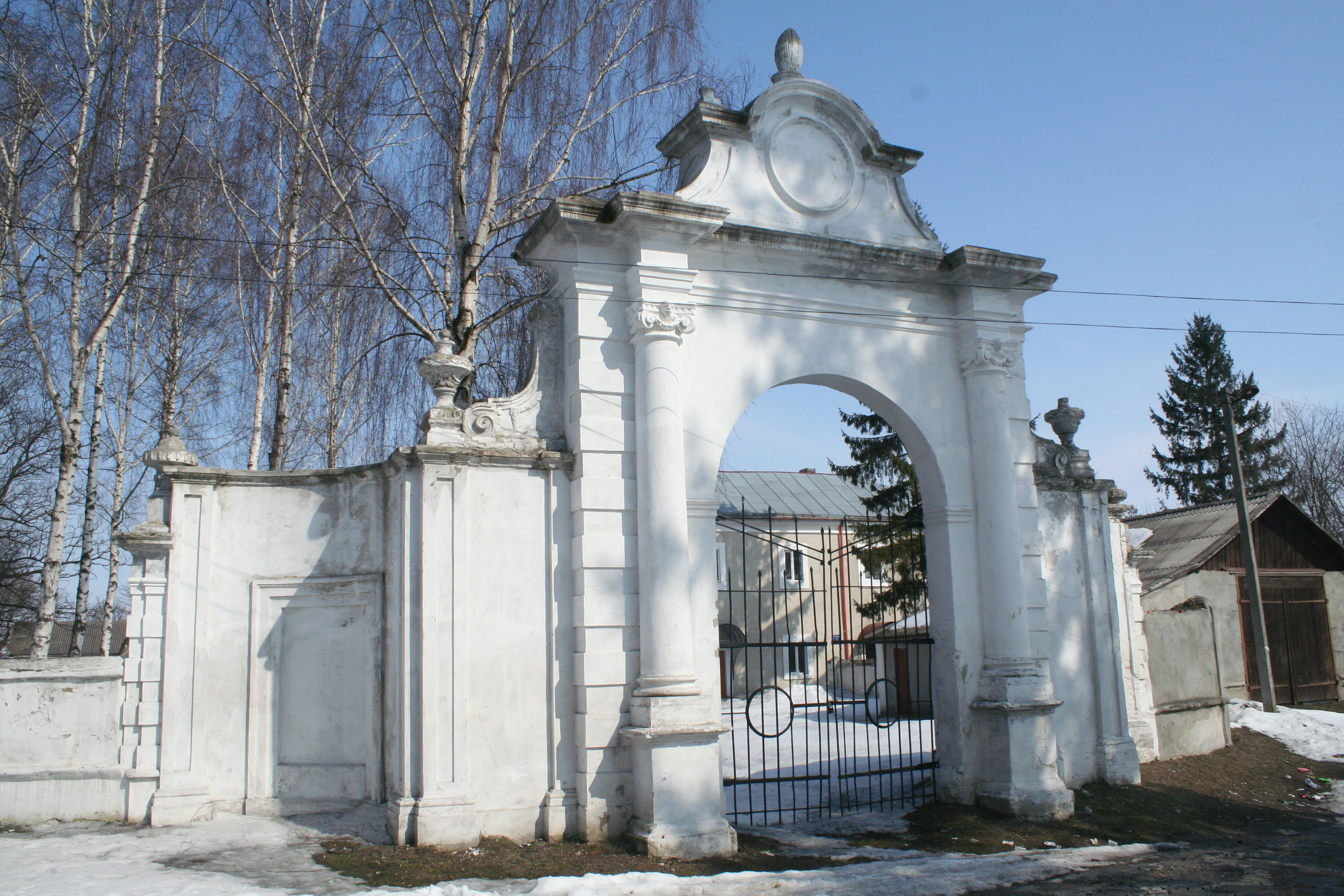
Portail (classé)[2].
Palais (classé)[3].
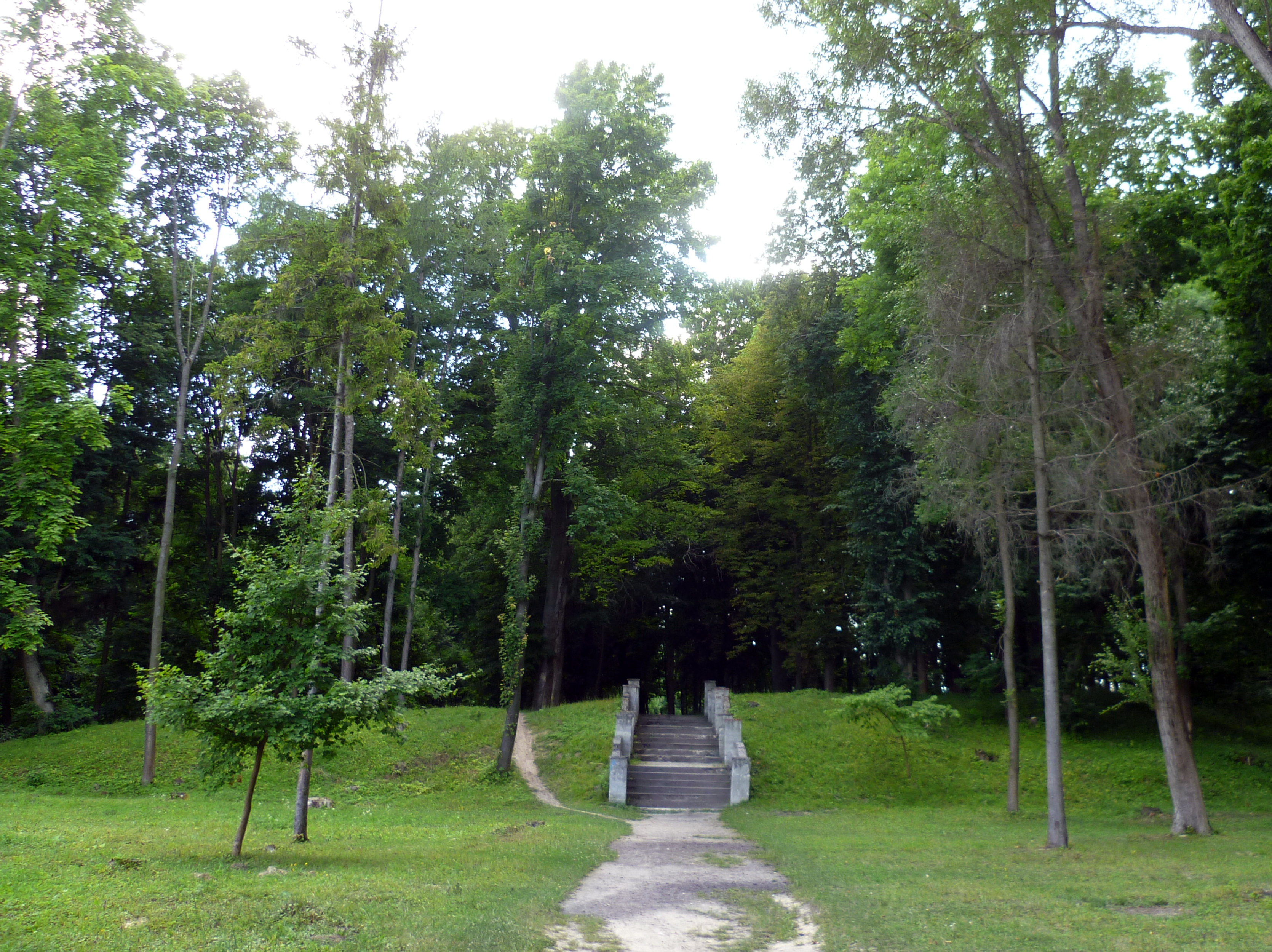
Parc (classé)[4],[5].

### Actuellement

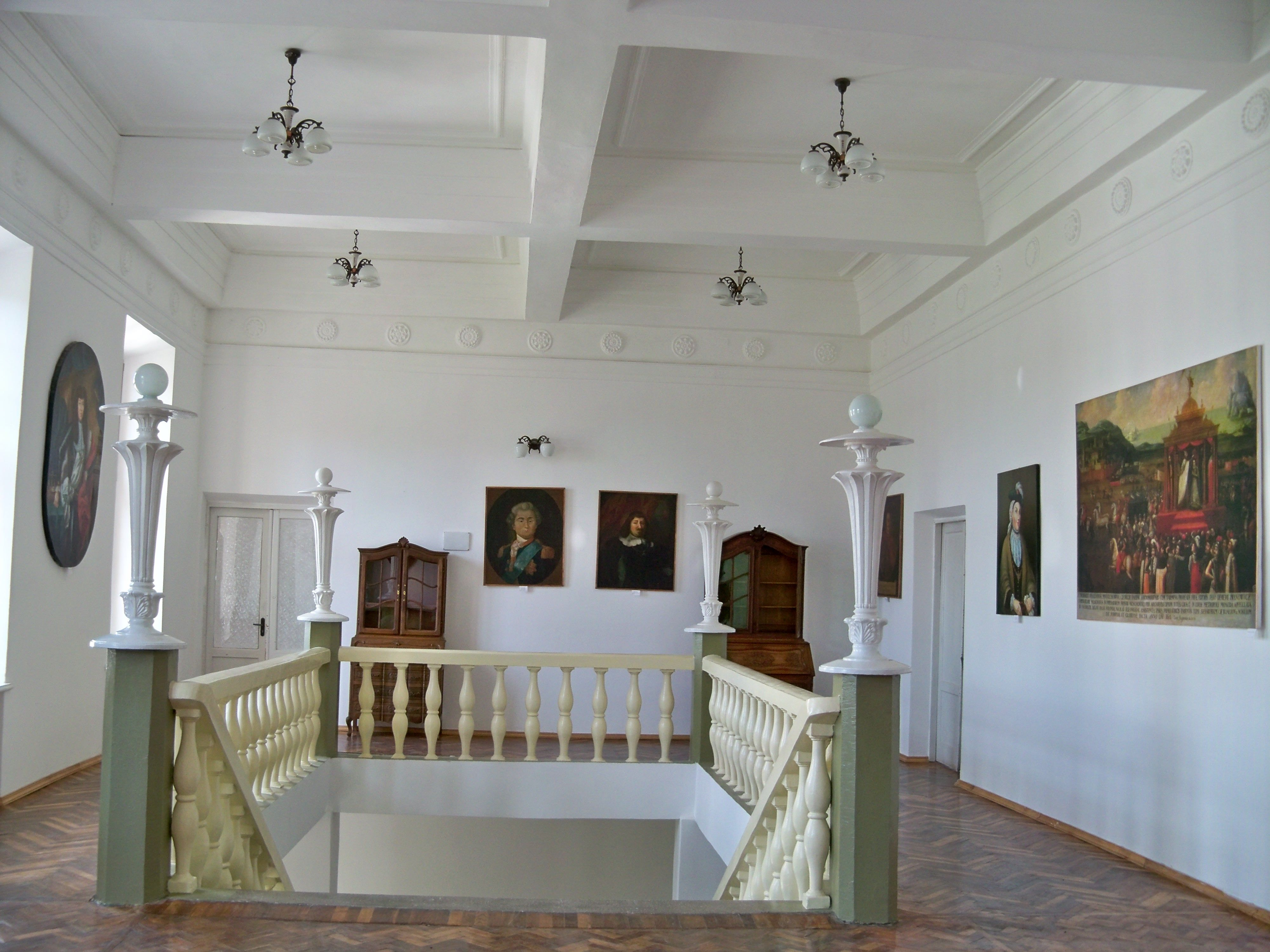
Escalier.
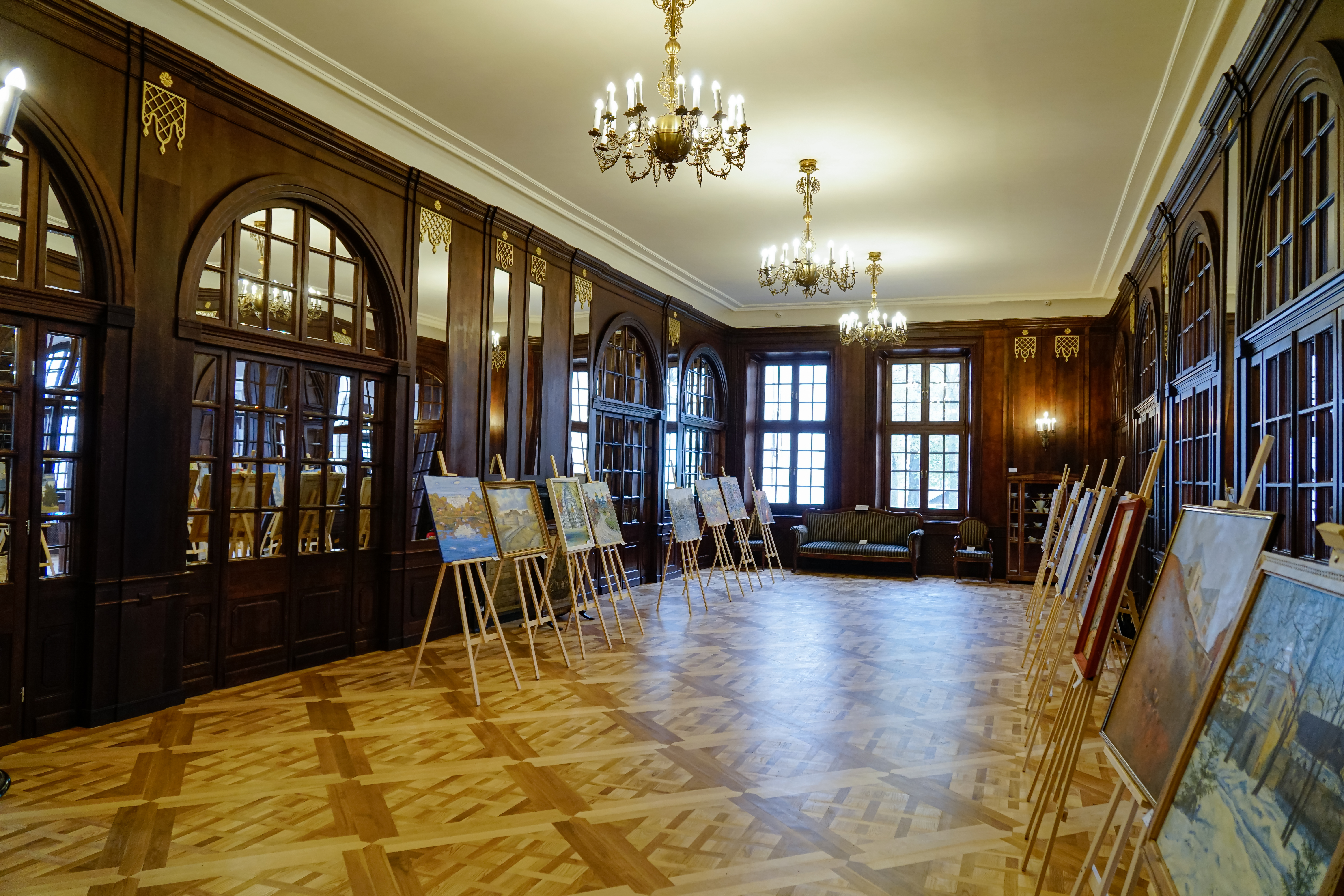
Salle d'apparat.
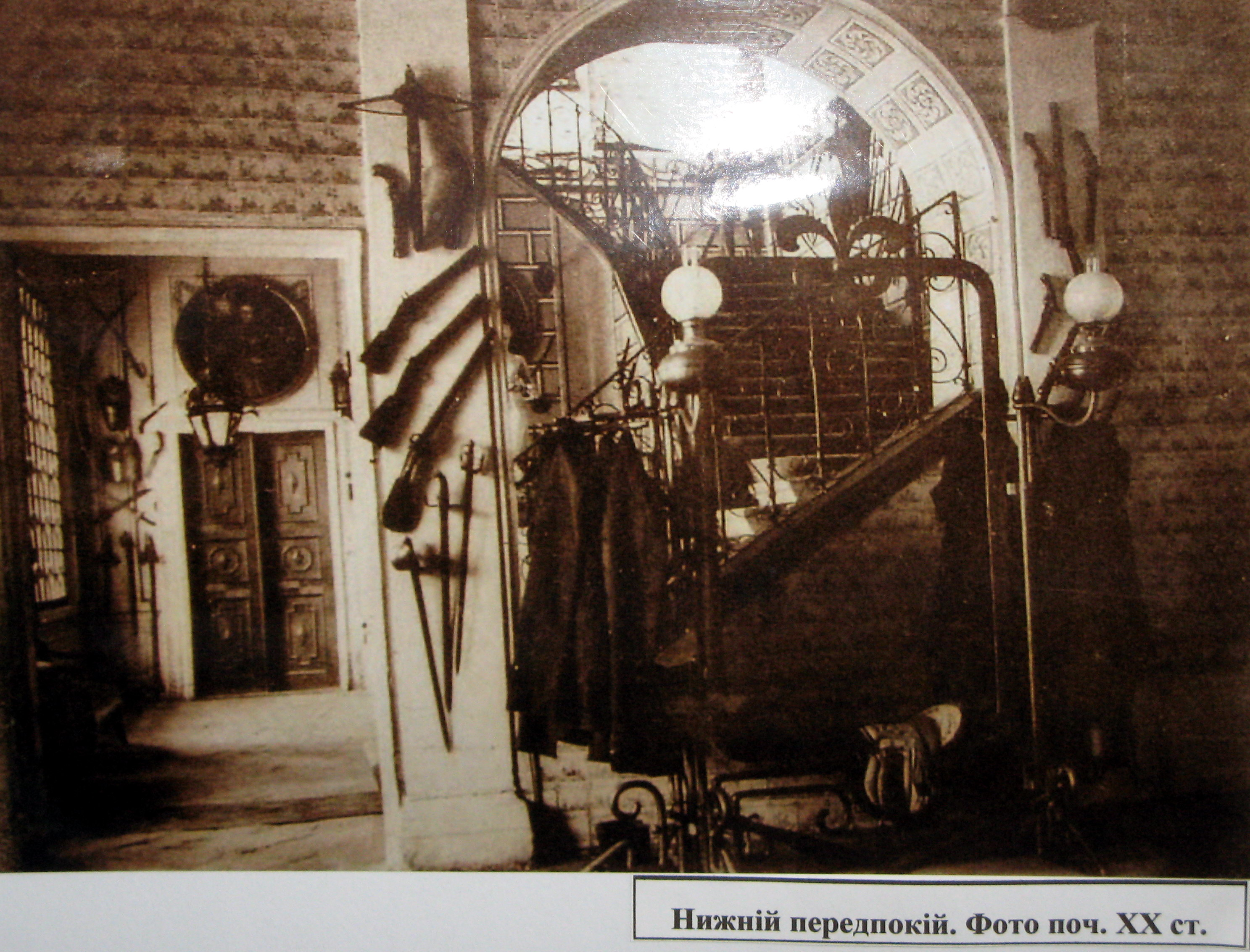
Salle et collection d'armes sur une image du début du XXe siècle.

## Histoire
En 1395 Dmitry Koribout commençait la construction d'une forteresse sur la rive de la rivière Horyn. En 1517 Michał Zbaraski Wiśniowiecki fit entrer la forteresse dans sa famille. Il est ensuite entré pour trois générations dans la famille Mniszech avec Jan Karol (1716–1759), Michał Jerzy (1748–1806) et Karol Philippe (1794–1846).

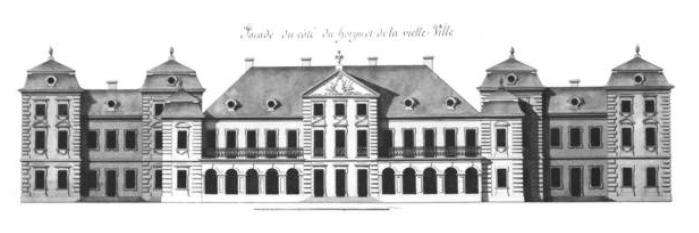
Plan de 1777.
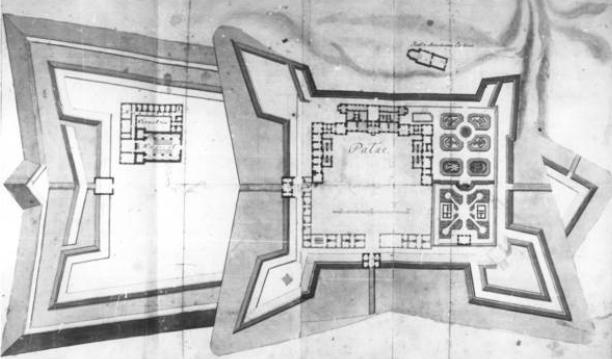
En 1747.
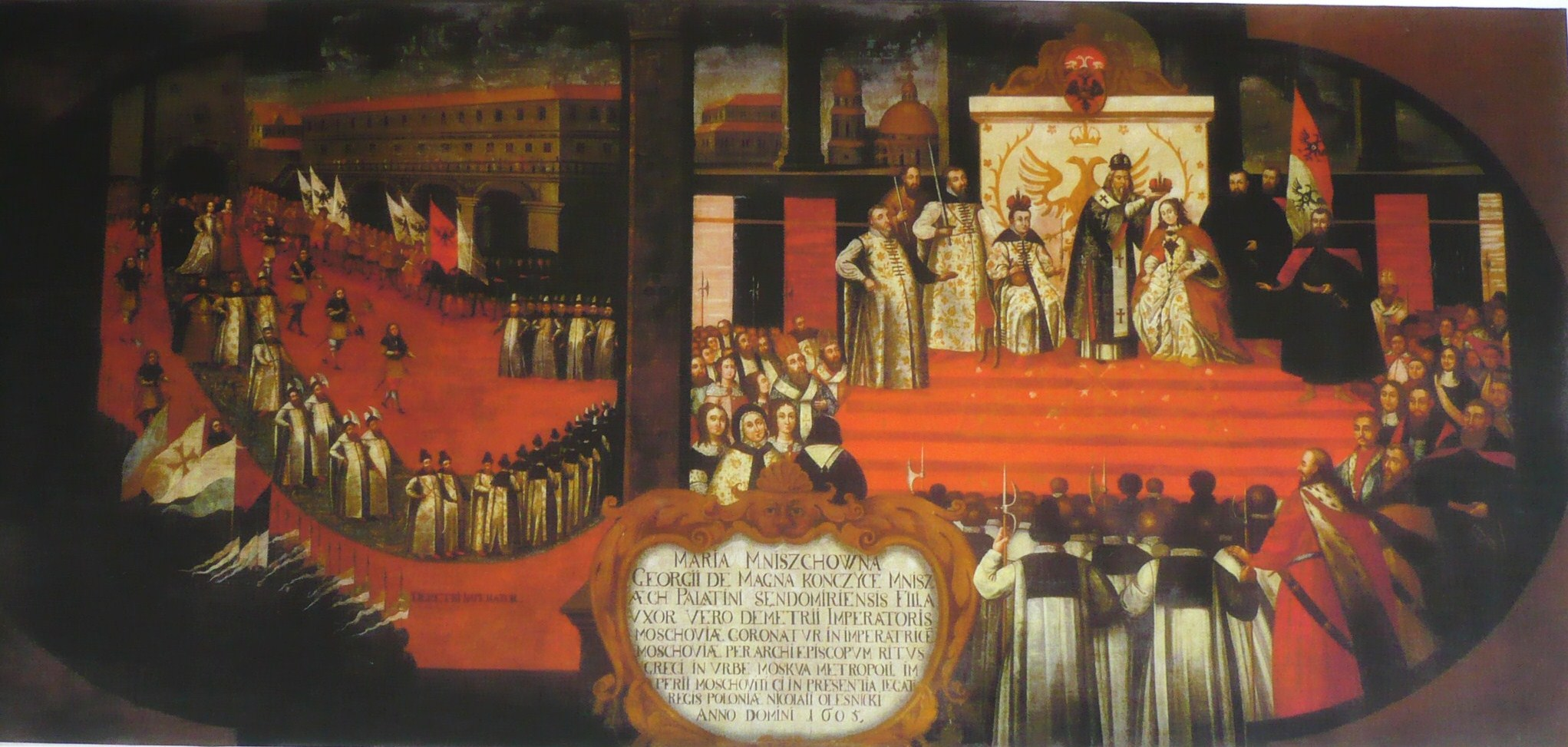
Lors du couronnement de Marina Mniszek en 1606.